# イサーク・キーセ・テリン
イサーク・キーセ・テリン（Isaac Kiese Thelin, 1992年6月24日 - ）は、スウェーデン・エレブルー出身のサッカー選手。マルメFF所属。ポジションはフォワード。スウェーデン代表。

## 経歴
5歳からKarlslunds IFに所属し、17歳でファーストチームデビューを飾った。2011年、ノルシェーピンに移籍した。2014年夏、マルメに移籍した。同年、スウェーデン代表デビューを飾った。
2015年1月22日、フランスのボルドーに移籍した。同年6月に開催されたUEFA U-21欧州選手権2015にU-21スウェーデン代表メンバーとして出場し、初優勝を飾った。
2018年5月、ロシアで開催される2018 FIFAワールドカップに臨むスウェーデン代表の23人に選出された。

## 代表歴

### 出場大会
- スウェーデン代表
  - 2018 FIFAワールドカップ

### 試合数
- 国際Aマッチ 33試合 5得点（2014年-）[5]

| スウェーデン代表 | 国際Aマッチ | 国際Aマッチ |
| 年               | 出場        | 得点        |
| ---------------- | ----------- | ----------- |
| 2014             | 2           | 0           |
| 2015             | 5           | 0           |
| 2016             | 3           | 1           |
| 2017             | 7           | 1           |
| 2018             | 12          | 1           |
| 2019             | 0           | 0           |
| 2020             | 0           | 0           |
| 2021             | 3           | 1           |
| 2022             | 0           | 0           |
| 2023             | 0           | 0           |
| 2024             | 1           | 1           |
| 通算             | 33          | 5           |

## タイトル

### クラブ
マルメ
- アルスヴェンスカン : 2回 (2014, 2020)
- スウェーデン・カップ : 1回 (2021-22)
- スウェーデン・スーパーカップ : 1回 (2014)

アンデルレヒト
- ベルギー・ファースト・ディビジョンA : 1回 (2016-17)
- ベルギー・スーパーカップ : 1回 (2017)

### 代表
U-21スウェーデン代表
- UEFA U-21欧州選手権 : 1回 (2015)

### 個人
- アルスヴェンスカン得点王 : 1回 (2023)